# NAHKI
NAHKI（ナーキ、1962年 - ）は、名古屋市出身のレゲエミュージシャン、レゲエDJである。

## 概要
愛知県名古屋市出身。愛知県立千種高等学校を経て、一橋大学法学部第三課程（国際関係）卒業後、ぴあに入社。大学在学中から、日本のレゲエシーンのパイオニア的に活動し、1980年代にはジャマイカやニューヨークで活動し、逆輸入のかたちで日本で紹介された。1996年にはダイアナ・キングとのコラボレートシングル「I'll DO IT 〜愛のパトワ〜」をリリースした。